# نیتسو، نیگاتا
نیتسو، نیگاتا (به لاتین: Niitsu, Niigata) یک منطقهٔ مسکونی در ژاپن است که در Hokuriku region واقع شده‌است. نیتسو ۶۶٬۴۴۶ نفر جمعیت دارد.